# Nové Hutě
Nové Hutě là một làng thuộc huyện Prachatice, vùng Jihočeský, Cộng hòa Séc.